# Grove Dictionary of Music and Musicians
The Grove Dictionary of Music and Musicians är det mest kompletta musiklexikonet på det engelska språket. Tillsammans med det tyska Die Musik in Geschichte und Gegenwart är det det mest omfattande musiklexikonet i Europa. 

## Upplagor

### Grove's Dictionary
Musiklexikonet utkom första gången 1878 som A Dictionary of Music and Musicians 
i fyra volymer redigerade av sir George Grove med ett appendix och index. Den andra upplagan kom i fem band mellan 1902 och 1910. Tredje upplagan, också den i fem band kom 1927. Fjärde upplagan i fem band och ett supplement kom 1940. Femte upplagan var i 9 band och utkom 1954. Ett supplement kom 1961.

### The New Grove, 1:a upplagan
Då nästa upplaga kom var det under ett nytt namn, The New Grove Dictionary of Music and Musicians, och det omfattade inte mindre än 20 band med 22 500 artiklar och 16 500 biografier.  Redaktör var Stanley Sadie.
Verket kom i nytryck varje år (utom 1982 och 1983) med mindre ändringar.
- ISBN 0-333-23111-2 - Klotband
- ISBN 1-56159-174-2 - Pocket
- ISBN 0-333-73250-2 - Brittisk utgåva
- ISBN 1-56159-229-3 - Amerikansk utgåva

### The New Grove, 2:a upplagan
Andra upplagan utkom 2002 i 29 band. Den var också tillgänglig på Internet och kallades där Grove Music Online. Återigen var det Stanley Sadie som var redaktör.
- ISBN 0-333-60800-3 - Brittisk utgåva
- ISBN 1-56159-239-0 - Amerikansk utgåva